# Fenestrulina majuscula
Fenestrulina majuscula är en mossdjursart som beskrevs av Hayward 1980. Fenestrulina majuscula ingår i släktet Fenestrulina och familjen Microporellidae. Inga underarter finns listade i Catalogue of Life.